# Herb Prezydenta Macedonii Północnej
Herb Prezydenta Republiki Macedonii Północnej (mac. Грбот на Претседателот на Република Северна Македонија, pierwotnie Грбот на Претседателот на Република Македонија) – oficjalny herb prezydenta Macedonii Północnej wprowadzony 2 grudnia 2009 roku.

## Blazonowanie
Pośrodku pola na szesnaście promieni naprzemiennie złotych i czerwonych podzielonego bezant ze skrajem czerwonym. Pod tarczą dwie krzyżujące się gałązki dębowe złote o ośmiu liściach i ośmiu żołędziach każda .

## Opis
Herb prezydenta przedstawia nieznacznie zmodyfikowany wizerunek flagi Macedonii Północnej. Stanowi go tarcza hiszpańska w kolorze czerwonym z wizerunkiem słońca składającego się ze złotego koła (bezantu) i odchodzących od niego ośmiu złotych rozszerzających się promieni niestykających się z bezantem. Tarcza otoczona jest bordiurą naprzemiennie złotą i czerwoną, w kolorach ułożonych odwrotnie do dochodzących do niej promieni. Słońce jest jednym z symboli Macedonii Północnej, poza flagą państwową, widniejącym również w godle i będącym jednym z głównych motywów hymnu  . Pod herbem umieszczone są dwie złote, krzyżujące się gałązki dębu macedońskiego, każda o ośmiu liściach i ośmiu żołędziach. W czasach Imperium Osmańskiego ten endemiczny gatunek był jednym z bardziej pożądanych materiałów budowlanych, ze względu na jego trwałość, wytrzymałość i odporność na gnicie, które to cechy ma mieć państwo macedońskie  .

## Historia
Republika Macedonii do 2009 roku była jednym z nielicznych państw Europy, którego głowa państwa nie miała swoich insygniów. Po wygranych w kwietniu 2009 roku wyborach prezydenckich Ǵorge Iwanow poruszył ten problem, powierzając Macedońskiemu Stowarzyszeniu Heraldycznemu ich opracowanie . Początkowo zamierzano opracować wzór prezydenckiego sztandaru. Ze wstępnej analizy flag, sztandarów i proporców prezydentów innych państw stwierdzono podział weksyliów na 3 typy: pierwszy – kwadratowy płat przedstawiający flagę państwową z herbem państwowym otoczoną bordiurą endente; drugi – kwadratowy płat przedstawiający herb państwowy z bordiurą; trzeci – kwadratowy płat ze zmienionym herbem państwowym tj. herbem prezydenta. Te trzy typy w przypadku Macedonii okazały się niemożliwe do realizacji. W przypadku pierwszego typu macedońskiej flagi nie można estetycznie wpisać w kwadrat bez przekształceń geometrycznych znajdującej się na niej słońca, nie ma również miejsca na umieszczenie na niej herbu. W przypadku drugim Macedonia nie ma heraldycznego herbu państwowego, lecz postkomunistyczne godło .
W tej sytuacji pojawiła się propozycja opracowania najpierw herbu prezydenta, który byłby zgodny z zasadami heraldyki . Pierwsza propozycja przedstawiała w polu czerwonym na trzech pasach czarnych złotego gryfa. Łączyła ona ze sobą dwa historyczne wizerunki herbów związanych z Macedonią, złotego gryfa na czarnej tarczy jako jeden z dwóch występujących wizerunków herbu Aleksandra Wielkiego oraz przypisywany macedońskim królom czerwoną tarczę z trzema srebrnymi pasami. Projekt ten został odrzucony we wstępnej fazie roboczej, po tym, jak gryf zaczął być kojarzony ze sztucznym połączeniem bułgarskiego (macedońskiego) lwa i albańskiego orła .

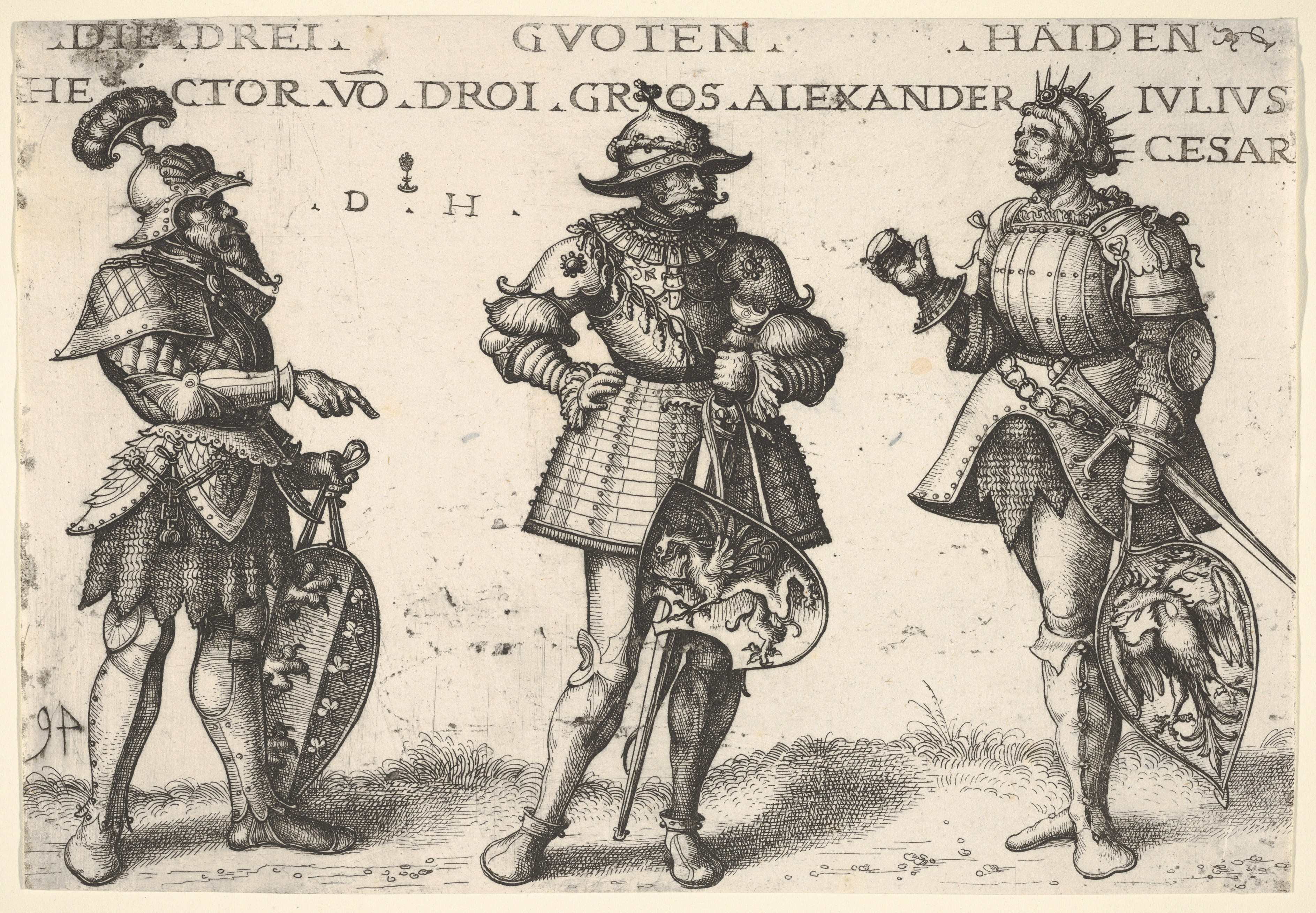
Pośrodku Aleksander Wielki z herbem wg. Hansa Burgkmaira z 1516 roku
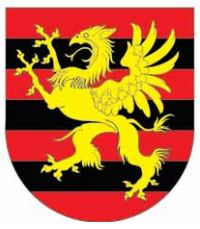
Pierwsza propozycja herbu prezydenta

Kolejnym podejściem była adaptacja zatwierdzonych już symboli macedońskich na potrzeby herbu zgodnego z zasadami heraldycznymi. Zespół złożony z głównego heraldyka i prezesa Macedońskiego Stowarzyszenia Heraldycznego Jowana Jonowskiego, młodszego herolda (pursuiwanta) Petara Gajdowa oraz grafika Stojancza Weliczkowskiego zaproponował wykorzystanie motywu macedońskiej flagi, dostosowując jego wygląd i proporcje do hiszpańskiej tarczy herbowej. Zaproponowali oni również uzupełnienie herbu o dwie gałązki dębu macedońskiego . Przy tworzeniu herbu prace konsultowane były z międzynarodowymi ekspertami z zakresu heraldyki i weksylologii Alexandrem Kurowem z Niemiec, Wiktorem Łomancowem z Rosji, Željko Heimerem z Chorwacji i Stojanem Antonowem z Bułgarii . Wersja ta nie wymagała również zmiany w ustawie o godle i fladze Republiki Macedonii, która dopuszczała użycie wykorzystanie flagi państwowej, również w nieco zmienionej wersji w emblematach instytucji państwowych. Jednocześnie postanowiono zawiesić proces opracowywania prezydenckiego sztandaru, do czasu, gdy jego wprowadzenie będzie wynikało z ustawy .
Ostateczna wersja herbu została odebrana i zatwierdzona przez prezydenta 2 grudnia 2009 roku , 10 czerwca 2010 roku zaś została zarejestrowana w Macedońskim Stowarzyszeniu Heraldycznym pod numerem 3/2010 . 